# Nowo Selo (Oblast Weliko Tarnowo)

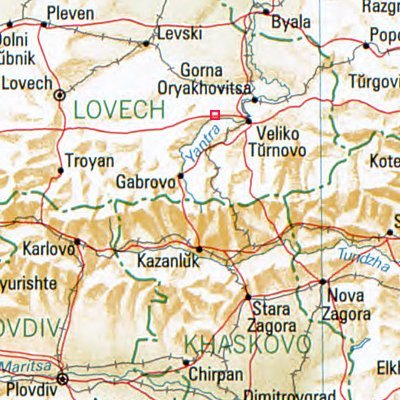
Nowo Selo (rotes Viereck) – Bulgarien – Nachbarorte: Weliko Tarnowo, Gorna Orjachowiza, Gabrowo, Trojan, Lowetsch, Plewen, Lewski, Nowa Sagora, Stara Sagora, Kasanlak, Tschirpan, Plowdiw, Karlowo

Nowo Selo [ˈnɔvo ˈsɛɫo] (bulg. Ново село) ist ein Dorf in Nordbulgarien in der Oblast Weliko Tarnowo, in der Gemeinde Weliko Tarnowo. Es gibt 7 weitere Dörfer in Bulgarien, die den Namen Nowo Selo tragen.

## Geographie
Das Dorf liegt 23 km westlich von Weliko Tarnowo an der Hauptstraße Weliko Tarnowo–Sofia.

## Berühmte Bewohner
Das Dorf ist der Geburtsort von Matej Preobraschenski (bulg. Матей Преображенски), einem Mitkämpfer von Wassil Lewski.